# Thranodes pictiventris
Thranodes pictiventris es una especie de insecto coleóptero de la familia Cerambycidae. La especie es endémica de Célebes (Indonesia).
T. pictiventris mide entre 13,5 y 18 mm.